# Parexaula isomima
Parexaula isomima är en fjärilsart som beskrevs av Edward Meyrick 1909. Parexaula isomima ingår i släktet Parexaula och familjen spinnmalar. Inga underarter finns listade i Catalogue of Life.